# روزا أليس برانكو
روزا أليس برانكو (بالبرتغالية: Rosa Alice Branco‏) هي كاتِبة وشاعرة برتغالية، ولدت في 1950 في أفيرو في البرتغال.